# アイオワ州の歴史
アイオワ州の歴史（アイオワしゅうのれきし、英: History of Iowa）では、主にヨーロッパ人がアメリカ合衆国アイオワ州に入って来てからの歴史を概説する。

## 有史以前の先住民族
アイオワ州となった地域に最初に入った人類はパレオ・インディアンの可能性が最も強い。これら古代の人々は氷期の終わり頃、紀元前9500年から同7500年頃に、アメリカバイソン、マンモスおよびマストドンなどの動物を狩りしながらアイオワを通った。古期前期、すなわち紀元前7500年から同5500年頃に、季節によってアイオワに少数の人々が住んだ証拠がある。これらの人々はアイオワで持続的に住んだ最初の人々であり、その存在を示す人工物を残している。古期後期、紀元前2500年から同500年頃までに、アイオワに住んだ人々の人口が増加し、恒久的集落や埋葬地が現れてきた。

## インディアン
1673年以前、アイオワの地域は長い間多くのアメリカ州の先住民族が住んでいた。様々な時代におよそ17の種族が住んでおり、アイオワ族、ソーク族、メスクワキ族（多くの文献ではフォックス族と呼ばれた）、スー族、ポタワトミ族、オト族およびミズーリ族などである。
1673年、フランス人ジャック・マルケットとルイ・ジョリエがアイオワを訪れた。フランスはこの地域をフランス領ルイジアナあるいはヌーベルフランスの一部と考えた。1762年、フランスは密かにルイジアナをスペインに割譲した。1800年スペインはまた密かにルイジアナをフランスに戻した。1803年フランスはルイジアナをアメリカ合衆国に売却した。ポタワトミ族、オト族およびミズーリ族インディアンは自分たちの土地を1830年までに合衆国政府に売却し、ソーク族やメスクワキ族は1845年までこの地域に留まった。スー族のサンテー隊が1851年に合衆国政府と条約を交渉した最後の者となった。
ミシシッピ渓谷上流ではソーク族とメスクワキ族が最大で最も強力な種族だった。彼らは早くにミシガン地域からウィスコンシンに移動し、1730年代までにイリノイの西部に居所を変えた。そこではロック川やミシシッピ川に沿って集落を構えた。毎年その集落に住む期間は数ヶ月だけだった。他の期間はイリノイの西部やアイオワの東部で、狩猟、漁労や、食料や家庭用の道具を作るための物資を採集して歩いた。毎年春、この2種族は北のミネソタ地区に動き、楓の木を切ってシロップを作った。

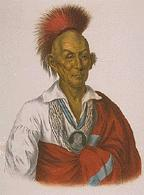
酋長ブラック・ホーク

1829年、合衆国政府はこれら2種族に、イリノイの西部にある集落を引き払い、ミシシッピ川を越えてアイオワ地域に移動するよう伝えた。合衆国政府は1804年の条約に基づいてイリノイの土地の領有権を主張した。移住は行われたが、暴力沙汰がなしにというわけには行かず、ソーク族の尊敬を集めていた酋長ブラック・ホークが移住に抗議して、1832年にイリノイのソークノーク集落に戻ってその所有権を主張した。それに続く3ヶ月間、イリノイの民兵隊がブラック・ホークとその1隊約400名をミシシッピ川の東岸に沿って北へ追いかけた。ブラック・ホークたちはウィスコンシンのバッドアクス川で降伏したが、その数は約200名に縮小していた。この事件はブラック・ホーク戦争と呼ばれている。この抵抗に対する懲罰として合衆国政府はソーク族とメスクワキ族にアイオワ東部の土地を手放すよう要求した。この土地はブラック・ホーク買収とも呼ばれ、ミシシッピ川に沿って50マイル (80 km)の幅で、ミズーリ州との境界から北アイオワのファイエット郡とクレイトン郡にまで伸びていた。
今日、アイオワでは唯一、メスクワキ族の集団がタマ郡メスクワキ居留地に住んでいる。ソーク族とメスクワキ族の大半がイリノイから出て行った後も、メスクワキ族の何人かはソーク族の少数の者と共に、アイオワ東部に狩りや釣りのために戻った。彼らはジェイムズ・グリムズ知事に接触して元の土地を買い戻したいと許可を求めた。彼らは初回の土地購入に735ドルを集め、最終的には約3,200エーカー (12.8 km2)の土地を買い戻した。

## アイオワの最初のアメリカ人開拓者
アイオワでの最初の公式アメリカ人開拓は1833年6月のブラック・ホーク買収の時に始まった。アイオワの初期開拓者は大半がオハイオ州、ペンシルベニア州、ニューヨーク州、インディアナ州、ケンタッキー州およびバージニア州から移住してきた。新規入植者の大多数が家族で移動してきた。ほとんどの家族は生まれた州を離れてからアイオワに到着するまでに少なくとも一つの州に住んだことがあった。アイオワに到着するまでに3度4度と居所を変えた家族もいた。それと同時にあらゆる家族がここで定着したわけではなかった。多くの者は間もなくグレートプレーンズのダコタやその他の地域に移転していった。
開拓者たちは東部で良く知っていた環境とはアイオワの環境が異なることが分かった。アイオワの北東部と南東部は森林が茂っていた。そこの開拓者は住居、外構および柵のための資材があった。さらに木材は豊富な燃料としても使えた。アイオワ東部を過ぎれば、高い草の生える草原が拡がっていた。最東部や南東部および河川に沿った地域では樹木が豊富だったのに対し、他では限られていた。アイオワの南部では、河川に沿って石炭の露出層が見出された。
アイオワの東部や中央部の大半では、開拓者たちが丸太小屋を造るために豊富な材木を見付けられたが、燃料や柵にする代替材を見付ける必要があった。燃料には乾燥させた草原の干し草、トウモロコシの穂軸および乾燥させた動物の糞が用いられた。樹木の少ないアイオワの北西部に入った人々は、芝土の家を建てた。初期柴土家屋の住人がその新しい住まいについて、「柴土」は安いだけでなく、冬暖かく夏は涼しいと賛辞の言葉で書き残している。虫、匂い、あるいは絶えることのない埃、湿気および暗さについては誉め言葉も無かった。
開拓者たちは飽きることなく柵の代替材も実験し続けた。石の壁を作った住人がおれば、土壁を作った者もおり、また溝を掘った者もいた。最もうまくいった材料はオーセージ・オレンジの垣根であり、1870年代までに有刺鉄線の発明で農夫たちに満足行く柵の材料を供給できることになった。

## 輸送：鉄道フィーバー
19世紀半ばに多くの開拓者がアイオワに流入し、あらゆる者が共通して適切な輸送手段の開発に関心を抱いた。初期開拓者はミシシッピ川を船でニューオーリンズまで下ってその農業生産物を運んだが、1850年代までにアイオワの人々は国全体の鉄道フィーバーに囚われた。合衆国で初めての鉄道は1831年のボルティモア近くに造られ、1860年までにシカゴには1ダースもの路線が集まった。アイオワの人々は他の中西部住人と同様に自分たちの州にも鉄道建設を開始することを切望するようになった。
1850年代初期、川に沿った地域社会であるダビューク、クリントン、ダベンポートおよびバーリントンといった都市の役人たちが地元の鉄道会社を組織し始めた。都市の役人たちはシカゴから西の鉄道建設はまもなく、この4市のミシシッピ川対岸まで届くことを知っていた。1850年代に計画された鉄道は結果的にイリノイ・セントラル鉄道の開発に繋がり、シカゴ・アンド・ノースウェスタン鉄道は1867年にカウンシルブラフスまで伸びた。カウンシルブラフスはユニオン・パシフィック鉄道の東の終点と考えられ、結果的に合衆国に西半分に伸びるセントラル・パシフィック鉄道と共に初めての大陸横断鉄道となった。少し後には5本目の鉄道シカゴ・ミルウォーキー・セントポール・アンド・パシフィック鉄道もその州内を通る路線が完成した。
アイオワを通る5本の鉄道の完成で、大きな経済的変化がもたらされた。特に重要なものは、アイオワが一年中いつでも旅できることだった。19世紀後期と20世紀初期では、アイオワの小さな町でも1日6便の旅客列車が走った。蒸気船や駅馬車が早くから輸送手段になっていたが、どちらも天候への依存度が高く、蒸気船の場合、川が凍れば全く動けなかった。鉄道はアイオワの農夫にも一年中輸送手段を与えた。シカゴに鉄道が集まって隆盛すると、トウモロコシ、小麦、牛肉および豚肉などアイオワの農夫が生産したものがシカゴを通って国を横切り東海岸の海港に運ばれ、そこから世界中に積み出された。
鉄道はアイオワの工業部門にも大きな変化をもたらした。1870年以前、アイオワ州東部には幾つかの製造業があり、特に鉄道の一年中輸送によって恩恵を受けた。新しい製造業の多くは農業に関連があった。シーダーラピッズでは、ジョン・スチュアートとロバート・スチュアート兄弟がその従兄弟ジョージ・ダグラスと共にオートムギの精製工場を始めた。時代が移ってこの会社はクエーカー・オーツと名前が付いた。1870年代には州内の幾つかの場所で、食肉加工工場も現れた。シンクレア食肉加工はシーダーラピッズに開設され、ブージ・アンド・カンパニーはスーシティで、ジョン・モレル・アンド・カンパニーはオッタムワで操業を始めた。

## 南北戦争
アイオワは1846年12月28日に合衆国29番目の州に昇格し、国内に生まれた者もまた外国で生まれた者も多くの開拓者を惹き付け続けた。この頃、州北西部のみが辺境として残っていた。
アイオワ州はリンカーンと共和党を圧倒的に支持して、南北戦争の間も北軍を支持した。ただし、南部生まれやカトリック教徒の開拓者の中には強い反戦「カパーヘッド」運動があった。州内で戦闘は無かったが、州からは大量の食料を軍隊や東部の市に送った。75,000名以上が従軍し、多くの戦闘部隊は西部の軍隊に付けられた。13,001名が負傷であるいは病気（3分の2）が死んだ。8,500名が負傷した。アイオワ州では募集より2万人も多く集まったので、徴兵は行われなかった。

## 政治的闘争
南北戦争はアイオワ州に少なからぬ変化をもたらしたが、恐らく最も目に見える変化は政治的闘争の場であった。1840年代、アイオワの人々は民主党に投票していたが、ホイッグ党支持者もいた。しかし1850年代、州の民主党は幾つかの重大な内部問題を抱え、全国の民主党もその必要性に応えることができなかった。アイオワの人々は直ぐに新しく興った共和党を支持するようになった。新しい党は奴隷制に反対し、土地の所有、金融および鉄道を促進した。ジェイムズ・グリムズの政歴はこの変化を表している。1854年、アイオワの人々はグリムズをホイッグ党公認として知事に選出した。2年後、グリムズは共和党公認で再選された。グリムズは後に共和党のアイオワ州選出アメリカ合衆国上院議員になった。共和党は1850年代の州政界を支配し、直ぐに幾つかの変化を起こした。州都をアイオワシティからデモインに移し、アイオワ大学を設立し新しい州憲法を定めた。南北戦争中、多くの民主党員は反戦のカパーヘッド運動を支持した。
1850年代から20世紀に入るまで、アイオワの人々は大半が共和党支持のままであった。1889年に1度だけ、民主党のホレイス・ボーイーズが知事に選ばれ1891年にも再選された。歴史的に民主党は特にミシシッピ川に沿ったドイツ人地域で強かった。ドイツ人カトリック教徒の多いドゥビューク市は民主党の強い基盤であり続けた。一方ヤンキーやスカンディナヴィア人（またクエーカー教徒）は圧倒的に共和党支持だった。
幾人かの共和党員はワシントンでも指導的な立場となり、特にウィリアム・ボイド・アリソン、ジョナサン・P・ドリバーおよびアルバート・ベアード・カミンズ各上院議員、さらに下院議長のデイビッド・ヘンダーソンは著名だった。
女性たちは女性参政権をアイオワの検討課題に載せ、特に女性キリスト教徒禁酒同盟の動きが目立った。1860年代後半と1870年代に一般にあった改革気運を保つ中で、この問題は1870年の連邦議会両院が女性参政権に関する憲法修正条項を可決したときに初めて重要な検討が行われた。しかし2年後、議会で一般投票に送る前にその修正条項を再度検討しなければならなかった時に、興味が凋み、反対が拡がって、修正提案は敗れた。最終的に1920年になって、アイオワ州は合衆国の他の州と共に女性参政権を認めた。

## アイオワ：移民の故郷
南北戦争後、アイオワ州の人口は劇的な増加を続け、1860年の674,913人から1870年の1,194,020人にまでなった。さらにアイオワ州の民族構成もかなり変化した。南北戦争前、アイオワ州は外国生まれの開拓者を惹き付けたが、その数は少数に留まっていた。南北戦争後、移民の数が増加した。1869年、州は「アイオワ州：移民の故郷」と題する66ページの小冊子を発行することで移民を奨励した。この小冊子には、アイオワの自然、社会、教育および政治が詳述されていた。州議会はこの小冊子を英語、ドイツ語、オランダ語、スウェーデン語およびデンマーク語で発行させるよう指示した。
アイオワの豊かな農園と繁栄する都市は多くの移民を惹き付けることに成功した。ドイツ人は最大の集団であり、あらゆる郡に入植したが、特にミシシッピ川沿いが多かった。大多数は農夫になったが、また職人や商店主になった者も多かった。ドゥビュークとダベンポートがその中心だった。さらにある者は新聞を編集し、教師となり、銀行を経営した。大きな集団としては、アイオワ・サイノド・ルーテランズ、ミズーリ・サイノド・ルーテランズおよびローマ・カトリック教徒であり、メソジストやバプテストもいた。ドイツ人は職業、宗教および入植した地域で大きな多様化を示した。
アイオワ州にはヨーロッパの他の民族も多くを惹き付けた。スウェーデン人、ノルウェー人、デンマーク人、オランダ人、およびブリテン諸島からの多くの移住者だった。1900年以降、ヨーロッパ南部や東部からの移民もあった。多くの場合、移民の集団は特定の場所、さらに職業ですら識別された。ノルウェー人を含むスカンディナビア人はウィネシーク郡とストーリー郡に入植した。スウェーデン人はブーン郡に入植した。デンマーク人はアイオワ州南部に入り、ほとんどが農業に携わった。オランダ人はアイオワ州内に2つの大きな入植地を造った。最初はマリオン郡であり、次はアイオワ州北西部だった。
ヨーロッパ南部と東部の移民、特にイタリア人やクロアチア人はアイオワ州中部と南部にばらまかれた炭坑に入った。しかし、1925年頃からアイオワ州の石炭業は衰退を始めた。1950年代半ばまでに州内には地下坑道式炭坑が数カ所残るのみとなった。
19世紀後期から20世紀初期にアイオワに移住したアフリカ系アメリカ人の大半も炭鉱労働者になった。南北戦争前、アイオワ州には少数のアフリカ系アメリカ人しかいなかったが、1880年代にその数は著しく増加した。初期アフリカ系アメリカ人の多くは、アイオワの炭坑運営者によってストライキ破りのために雇われた。しかし、その後の数十年間で炭坑運営者は通常の坑夫としてアフリカ系アメリカ人採用した。

## 大きな変化
1917年、アメリカ合衆国は第一次世界大戦に参入し、農夫を始めあらゆるアイオワ州の人々が戦時経済を経験した。農夫にとってこの変化は重要だった。1914年に戦争が始まって以来、アイオワ州の農夫は経済的繁栄を経験した。農夫ならどこの者でも、その生産量を増やすことで愛国者になることを奨励された。農夫たちは多くの土地を購入し、戦争遂行のためにトウモロコシ、牛肉および豚肉の生産を上げた。農夫として活動を拡げ利益を上げ、それと同時に連合国を助ければ何も失うものはないように見えた。
しかし、戦後のアイオワ州農夫は直ぐに農業補助金が外されることを経験した。1920年以降、多くの農夫は戦中に導入した負債の返済に窮した。1920年代はアイオワ州の農家やその他多くの家庭にとって厳しい時代であり、その苦しさは1930年代まで持ち越された。
経済的な困難さが悪化するにつれて、アイオワ州の農夫は地元での解決法を見付けようとした。著しく低い農産物価格、例えばトウモロコシは1ブッシェル10セントで豚肉は1ポンド3セントだったが、そのような事態に直面したアイオワ州の農夫たちはファーム・ホリデイ同盟に加盟した。この集団はスーシティ周辺で最大の力があり、市場から農産物を控えようとした。かれらはそうすれば農産物価格があがるものと考えた。ファーム・ホリデイ同盟は、多くの農夫が協力せず、出荷制限も価格を上げる効果がほとんど無かったので、成功とは言えなかった。連邦政府がフランクリン・ルーズベルトのニューディール政策の一環として連邦農業補助プログラムを創出したので、1933年までは農家の苦境が幾分緩和された。

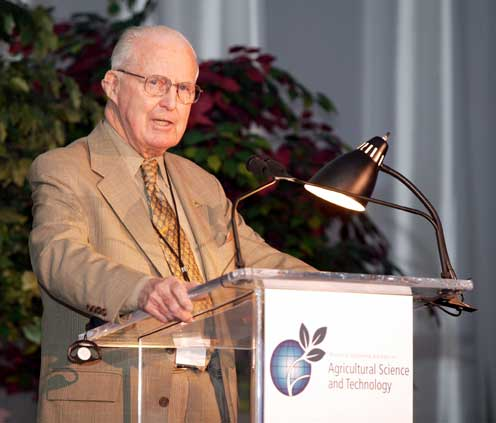
ノーマン・ボーローグ

1933年、アイオワ州生まれのヘンリー・A・ウォレスが農務長官としてワシントンに行き、新しい農業政策のための基本立案者として働いた。ウォレスは中西部で指導的な農業誌「ウォレスズ・ファーマー」の元編集者であり、農産物生産量を削減しさえすれば、農業に繁栄が戻ってくると信じた。さらに、農夫たちは農業用地を生産調整し、それに対して補償されるべきと考えた。この2つの原則が1933年に成立した農業調整法に盛り込まれた。アイオワ州の農夫はこの法制化によって幾分の回復を経験したが、他の全てのアイオワ州民と同様、1940年代まで完全な回復は無かった。アイオワ州で唯一のノーベル賞受賞者ノーマン・ボーローグがアイオワ州立大学で予算化した研究で植物遺伝学の研究を始め、メキシコにおける米の品種を改良させ、これがヘンリー・A・ウォレスの仕事から出てきたことは注目に値する。ウォレスとボーローグの仕事は現在、デュポンのパイオニア・ハイブリッド部門という国際的に重要な農業企業を創ることに貢献した。高い生産性のある食品の遺伝子操作における長期開発について司法の判断は出ておらず、農業基質の遺伝子操作に強く反対する者はいるが、人間の農業の歴史で確かに大変重要な発展ではある。
第二次世界大戦以降、アイオワ州民は経済、政治および社会の相当な変化を経験し続けている。政治の分野では、1960年代に大きな変化があり、酒に1杯売りが可能になった。19世紀から20世紀前半まで、アイオワ州民は禁酒法を強く指示したが、1933年に国全体の禁酒法は撤廃された。アイオワ州民は州の酒類委員会を創設した。この集団はアイオワ州での酒類販売について支配と規制に関わった。1933年から1960年代初期まで、アイオワ州民は包装された酒類のみを購入できた。1970年代、州議会による公平な議席配分の長い議論の後で、新しい州議会の再配分が行われた。その他の政治的な大きな変化は投票に関するものだった。1950年代半ばまでに、アイオワ州は、100年間続いた共和党の支配体制を終わらせ、2大政党が競い合う時代となった。
経済部門でも大きな変化があった。1870年代に最初の農業関連産業が始まり、事業や工場の数が徐々に増えていった。第二次世界大戦以降、特に製造工場が増加した。農業が州の主要産業であり続ける一方で、冷蔵庫、洗濯機、万年筆、農機具および加工食品など多様な製品が生産され世界中に出荷された。

## アイオワ州の歴史的な場所
- Terrace Hill
- アイオワ州会議事堂
- Salisbury House
- Herbert Hoover National Historic Site
- Effigy Mounds National Monument
- Cotton Theatre
- Abraham Lincoln High School (Des Moines)
- Theodore Roosevelt High School (Des Moines)
- Amana Colonies
- Mother Mosque of America
- Brucemore
- Cedar Falls Ice House Museum
- Plum Grove Historic House